# Maria station
Maria station är en järnvägsstation längs Västkustbanan för Pågatågen mellan Helsingborg och Ängelholm. Stationen ligger i Helsingborgs norra del, mellan Berga industriområde och bostadsområdet Mariastaden. Den invigdes 1999 och består för närvarande av två spår.

## Utbyggnadsplaner
I och med utbyggnaden av Mariastaden och delen Maria stationsområde förväntas resandet från stationen ökas och för att möta kapacitetsbehovet planeras stationen att byggas ut till fyra spår. Utbyggnaden till fyra spår utförs även för att möjliggöra en ökad trafik genom Helsingborgs centralstation, genom att Maria station används som vändpunkt för återvändande tåg istället för Knutpunkten. I detta finns förslag på att bygga Tågaborgstunneln.
När byggandet av Tågaborgstunneln eller fyrspår vid Maria station kan genomföras är fortfarande oklart, men invigning av den ombyggda stationen samt dubbelspåret mellan Maria station och Ängelholm skedde i december 2023.
Ursprungligen planerades även en servicebangård, eller depå, vid Maria station, men denna har senare planerats placeras vid banområdet vid Raus istället. I de existerande planerna betonas vikten av goda kommunikationsmöjligheter till stationen och att ytor för buss- och taxistationer, samt bil- och cykelparkering görs tillgängliga. På längre sikt planerar Helsingborgs stad att anlägga lätt spårtrafik, så kallad light rail, en kombination mellan spårvagns- och pendeltågtrafik, mellan Helsingborg och Höganäs, vilken är tänkt att anknyta till Maria station.[källa behövs]